# Festuca vivipara
Festuca vivipara — вид трав'янистих рослин родини тонконогові (Poaceae). Етимологія: лат. vivipara — «живородящий».

## Опис
Багаторічник. Кореневища відсутні, або короткі. Рослина, як правило, 20–40 см заввишки. Листя ниткоподібне, язички надзвичайно короткі. Листя в основному базальне 2–7 см завдовжки, шириною 0,5 мм. Верхня луска ≈3,5 мм. Волоть відкрита довгасті або яйцеподібна, 2–10 см завдовжки. Колоски ≈5–10 мм довжиною. Пиляків 3.

## Поширення
Азія: Росія; Європа: Фінляндія, Ісландія, Ірландія, Норвегія, Швеція, Об'єднане Королівство; Північна Америка: Канада, Аляска. Зростає на трав'янистій і болотистій місцевості, від рівня моря до гірських вершин.